# Implantation des balises de virages J4 en France

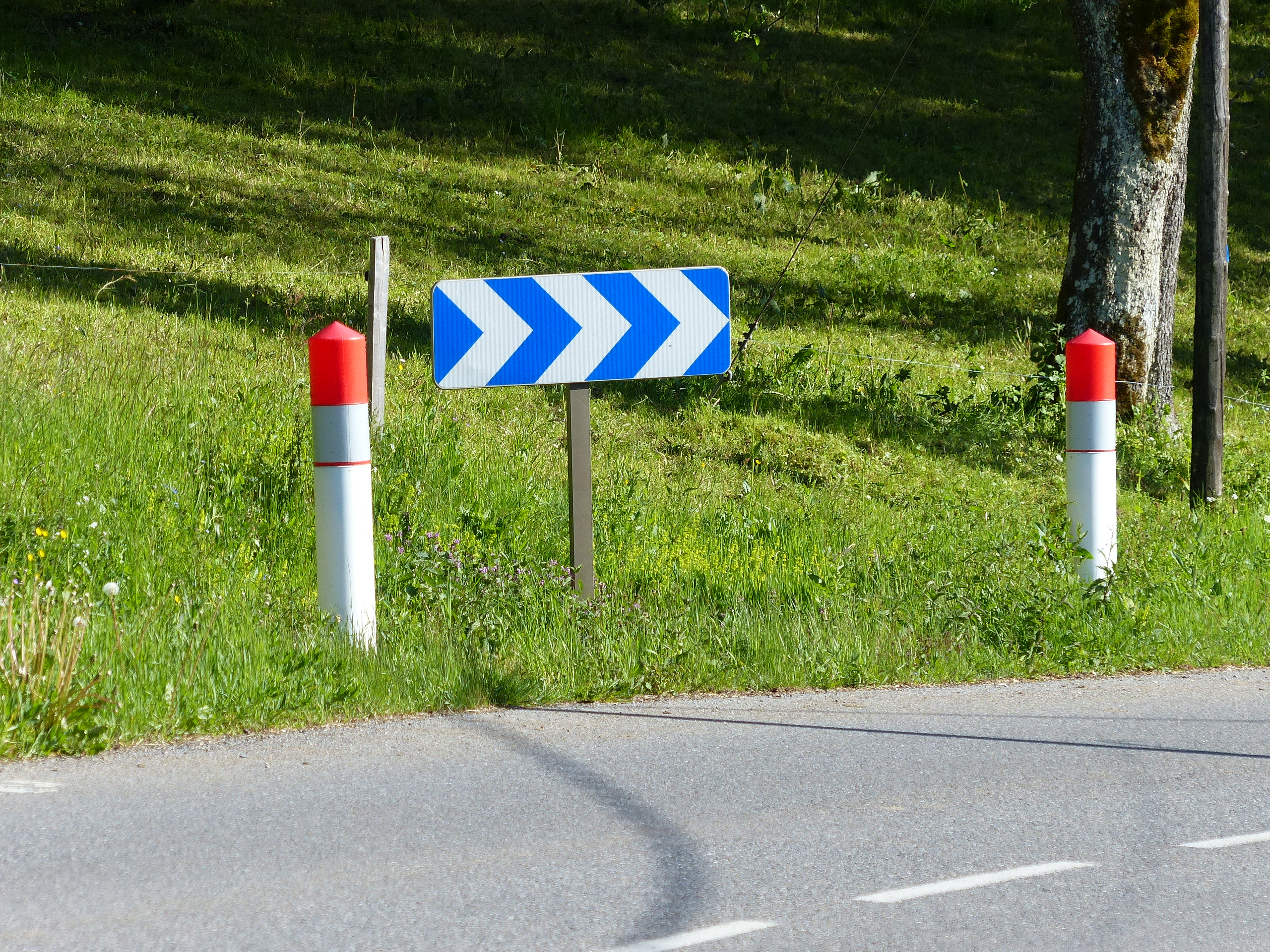
Une balise J4 encadrée de deux balises J1bis.

L’implantation des balises de virage J4 (balises de virages à chevron) est réglementée en France par une circulaire de 1978.

## Utilisation de la balise J4
Il n'y a  pas lieu d´utiliser systématiquement les balises J4. Leur effet d´alerte est important, il convient donc de ne pas le réduire par leur prolifération. De plus les expériences ont montré que, lorsque des balises J4 sont nécessaires, une seule de grande taille convenablement placée, associée à des balises J1, est en général efficace. C´est seulement dans certains cas que le recours à plusieurs balises J4 est pertinent : par exemple si l´alerte doit être renforcée en début du virage ou si le risque s´accroît dans le virage (par exemple en cas de variation rapide du rayon de courbure) et nécessite le renouvellement local de l´alerte par une balise J 4.

## Principes d’implantation
Les balises J4 sont implantées selon des méthodes semblables à celles des balises J1.
Dans bon nombre de cas, il convient de n´implanter qu´une seule balise J4. Les schémas ci-dessous donnent différents exemples de l´implantation de cette balise unique qui, de manière générale, donne satisfaction. La règle qui préside à l´établissement de ces schémas peut s´énoncer ainsi : la balise J4 est implantée dans l´axe de la voie de droite pour les virages à gauche et dans l´axe de la voie adjacente à la voie de droite pour les virages à droite.
Si plusieurs balises J4 successives sont nécessaires, l´intervalle peut être d'une valeur égale à 1,5 fois ce que serait l´intervalle entre balises J1. Les schémas ci-dessous montrent comment implanter une deuxième balise J 4 éventuelle, l´intervalle obtenu (distance entre les deux premières balises) étant reporté ensuite à partir de cette deuxième balise, afin de définir l´implantation d´éventuelles autres balises.

## Implantation pour une route à deux voies
La balise unique (ou la première balise) est implantée dans l´axe de la voie droite pour les virages à gauche et dans l´axe de la voie gauche pour les virages à droite. La deuxième balise éventuelle est implantée dans les deux cas dans le prolongement du bord intérieur de la route.
|  |  |  |  |

## Orientation
La balise unique (ou la première balise) est implantée de telle sorte que son plan soit sensiblement perpendiculaire à l´axe de la voie d´approche, conformément au schéma ci-dessous.
Pour éviter le phénomène de réflexion spéculaire, l´angle décrit ci-dessous est toujours pris légèrement supérieur à 90° (le faisceau des phares ne peut jamais ainsi être perpendiculaire au plan de la balise).
Les balises situées dans le virage doivent quant à elles être placées sensiblement dans le plan perpendiculaire à la tangente à la trajectoire qui passe par l´extrémité de la balise J4.
|  |  |  |  |

## Coexistence de balises J1 et J4
Les balises J4 sont implantées dans des virages où le renforcement de l´alerte est nécessaire ; ces virages sont déjà équipés en général des balises J1. L'harmonisation est réalisée en appliquant pour les deux types de balises les règles définies ci-dessus avec en plus la disposition suivante : la balise J1 située à proximité immédiate d´une balise J4 n´est pas dotée d´anneau rétroréfléchissant.

Implantation J1 et J4

## Virage avec perte de tracé
Dans le cas d'un virage avec perte de tracé, c'est-à-dire situé dans une pente forte, si la balise J4 était implantée à hauteur normale, elle ne serait pas visible dans la ligne droite précédant le virage.
Il faut donc la placer à une hauteur la rendant visible. Dans le cas ci-dessous, il a été de plus jugé utile de compléter l´alerte donnée par la première balise de grande taille par deux autres balises de plus en plus petites implantées à des hauteurs décroissantes.

Implantation J1 et J4 dans un virage avec perte de tracé